# Longing for Dawn
Longing for Dawn war eine 2002 gegründete Funeral-Doom-Band.

## Geschichte
Longing For Dawn wurde im Winter des Jahres 2002 von Gitarrist Frederic Arbour und Sänger Stefan Laroche gegründet. Die befreundeten Musiker agierten bereist zuvor in unterschiedlichen Projekten miteinander und gründeten Longing for Dawn mit der Idee ein Funeral-Doom-Projekt zu gestalten. Als weitere Musiker luden Arbour und Laroche den Schlagzeuger Martin Gagnon, den Bassisten Kevin Jones und den weiteren Gitarristen Stian Weideborg ein. Zum Ende des Jahres 2003 begann die Band mit den Aufnahmen ihres Debütalbums, das in sporadischen Aufnahmesessions binnen einen Jahres eingespielt wurde.One Lonely Path wurde von Pierre Rémillard im Wild Studio abgemischt und im Frühjahr 2005 veröffentlicht. Das Album erschien über Twilight Foundation, einem Subunternehmen des von Arbour betriebenen Post-Industrial- und Dark-Ambient-Labels Cyclic Law. Im Anschluss an die Veröffentlichung des Debüts bestritt die Band mehrere Auftritte in Quebec. Nach den erfolgreichen Konzerten schloss die Band einen Vertrag über drei Alben mit Grau Records ab und veränderte die Besetzung. Die Funktion des Schlagzeuger von Martin Gagnon wurde erst durch Sylvain Marquette später durch François Fortin übernommen. Jones verließ Longing for Dawn und wurde durch Etienne Lepage ersetzt. Simon Carignan Bouchard übernahm indes die Funktion des zweiten Gitarristen, nachdem Weideborg die Band verlassen hatte. Diese Besetzung blieb bis 2011 stabil und aktiv. So veröffentlichte Longing for Dawn in dieser Konstellation im März 2007 A Treacherous Ascension und im März 2009 Between Elation and Despair über Grau Records und trat international auf. Seit letzten Auftritten 2011 ruht die Tätigkeit der Band. In einem Interview im Jahr 2020 führte Bouchard aus, dass er es für höchst unwahrscheinlich halte, dass es zu einer Reaktivierung des Projektes käme.

## Rezeption
Im Verlauf der Karriere von Longing for Dawn nahm die Rezeption der Veröffentlichungen stetig zu. Dabei wurde bereits das Debüt One Lonely Path im Webzine Metal.de hoch gelobt. Der Rezensent vergab 9 von 10 möglichen Punkten und begründete seine Beurteilung, indem er die „hohe Wertung […] bei einem Album derartiger Qualität“ als „Pflicht“ titulierte, „Liebhaber von melancholischem, atmosphärischen Doom sollten hier unbedingt zugreifen.“ Auch für das Webzine Doom-Metal.com wurde das Album als ein außergewöhnliches Debüt von herausstechender Qualität beschrieben, das den Anhängern des Genres zu empfehlen sein.
In einer für Metal Storm verfassten Besprechungen des zweiten Albums A Treacherous Ascension wurde die positive Einschätzung unterstrichen. So bestätige Longing for Dawn mit dem Zweitwerk das Lob des Debüts und schicke sich an zu einer der führenden Gruppen des Genres zu werden. Dieser Eindruck wird ebenso in der von Odile Aurora Strik als Oscar Strik für Doom-Metal.com verfassten Rezension geäußert. Longing for Dawn sei zwar „kein bahnbrechendes Funeral-Doom-Werk“ gelungen, aber es sei „ein exzellentes Album einer Band, die sich praktisch aus dem Stand an die Spitze des Genres“ gespielt habe. Weitere Rezensionen die für Webzines wie Metal1.info oder Vampster verfasst wurden milderten das Lob. A Treacherous Ascension sei „ein seltsames Album – für die einen langweiligster Schrott, für die anderen eine Offenbarung.“ In der für Vampster verfassten Besprechung wird der Gesang als derart durchschnittlich kritisiert, „dass die emotionalen Möglichkeiten, die die Songs innehaben, nicht ausgeschöpft“ werden.
Between Elation and Despair wurde alsdann für Printmagazine wie Rock Hard und Metal Hammer rezensiert. Dabei erhielt die Band erstmals mittelmäßige Beurteilungen, so spiele Longing for Dawn „erst einmal weiter in der B-Liga des Extrem Dooms – dort allerdings auf den ersten Plätzen.“ Dem Gegenüber wurde das Album im Rock Hard hoch gelobt.

„Die Kanadier LONGING FOR DAWN zelebrieren auf ihrem dritten Album Funeral-Doom in all seiner prachtvoll-kargen Schönheit. Angereichert mit einigen Soundscape-artigen Ambient-Parts, walzen die Songs machtvoll über den Hörer hinweg, umschließen ihn ganz und ziehen ihn hinab in eine unwirkliche, aus purer Schwermut und Verzweiflung bestehende Parallelwelt. Und die Depri-Fraktion unter den Doomheads lässt sich gerne mitziehen.“

Weitere Rezensionen schlossen sich überwiegend solchen positiven Beurteilung an. Es sei eine der besten Genre-Veröffentlichung der jüngeren Vergangenheit, oder „52 Minuten […] (ent)spannender und schlüssiger Soundlandschaft [die] sich jeder ohne Bedenken zulegen“ könne. Derweil ließe das Album „keine Wünsche für Genrefans offen.“ Between Elation and Despair sei ein Album, das „nebst Stimmung und passendem Ambiente auch Konzentration und Geduld“ erfordere, dann jedoch „eins von denen, die aus der grauen Masse herausragen“ wird auf Metal.de geurteilt. In der für Bloodchamber verfassten Besprechung heißt es, dass „der Freund der ganz langsamen und finsteren Doom-Fraktion hier ein überaus ansprechendes Stück Musik geboten bekommt, das atmosphärisch vollkommen überzeugt, jedoch in Sachen Songwriting etwas prägnanter hätte ausfallen können.“ In der über Stormbringer.at veröffentlichten Besprechung wird Between Elation and Despair als „kompromisslose, aber auch im besten Sinne altmodische Alternative“ zu gängigen Funeral-Doom-Interpreten bezeichnet.

## Stil
Das Webzine Doom-Metal.com beschreibt die von Longing for Dawn gespielte Musik als „Funeral Doom mit Klangflächen und weiteren Bestandteilen des Dark Ambient.“ Zum einordnenden Vergleich wird auf das Projekt Void of Silence, „jedoch weniger aggressiv“ verwiesen. Als weitere Vergleichsgröße wird Until Death Overtakes Me angeführt. Die Atmosphäre der Musik wird als „langsamer sowie unversöhnlicher, aber zugleich melodischer Doom für Anhänger eines wahrhaft depressiven Funerals“ kategorisiert.
Das Gitarrenspiel aus wenigen in die Länge gestreckten Akkordanschlägen wird dem Drone Doom nahe gestellt. Ergänzt wird dies langsame und dröhnende Gitarrenspiel durch ein Schlagzeugklang der als ultra-langsam wahrgenommen wird und einen „atmosphärischen Flächensounds, [der] dezent und untermalend eingesetzt [wird.] Dazu die tiefe, grunzende Stimme des Sängers Stefan Laroche“.

## Diskografie
- 2005: One Lonely Path (Album, Twilight Foundation)
- 2007: A Treacherous Ascension (Album, Grau Records)
- 2009: Between Elation and Despair (Album, Grau Records)